# Powiat Lauenburg i. Pom.

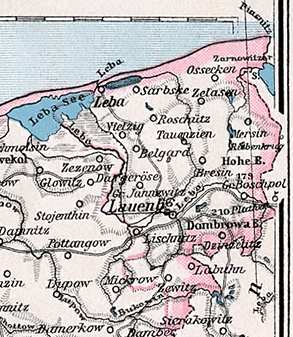
Mapa powiatu Köslin z 1905 r.

Powiat Lauenburg i. Pom., Powiat Lauenburg in Pommern, Powiat Lauenburg i. Pomm. (niem. Landkreis Lauenburg i. Pom., Landkreis Lauenburg in Pommern, Landkreis Lauenburg i. Pomm., Kreis Lauenburg i. Pom., Kreis Lauenburg in Pommern, Kreis Lauenburg i. Pomm., Landkreis Lauenburg, Kreis Lauenburg; pol. powiat lęborski) – dawny powiat pruski, istniejący od 1846 do 1945. Należał do rejencji koszalińskiej i prowincji Pomorze, będąc jej najbardziej wysuniętym na wschód  powiatem. Teren dawnego powiatu znajduje się obecnie w Polsce, w województwie pomorskim.

## Historia
Powiat powstał 1 stycznia 1846 jako powiat Lauenburg-Bütow.